# Ascenso Búlgaro
Ascenso Búlgaro (en búlgaro: Български възход, romanizado: Balgarski vazhod; BV) es un partido político nacional conservador en Bulgaria. Fue fundado el 5 de mayo de 2022 por Stefan Yanev, ex Primer Ministro interino y Ministro de Defensa.

## Posturas políticas
El partido ha sido descrito como pro-Putin y pro-Rusia. Yanev fue destituido del gobierno de Petkov en marzo de 2022 después de que se negara a describir la invasión rusa de Ucrania como una guerra. Lanzó el partido dos meses después.
Hay poco consenso sobre las posturas del partido en materia económica. Han sido etiquetados como de centro-izquierda, aunque el propio Yanev ha dicho que el partido no es de derecha ni de izquierda.
El partido ha recibido algunas críticas por no expresar posiciones sustantivas sobre la mayoría de los temas políticos.

## Estructura
El partido tiene un líder, Stefan Yanev. Para participar en las elecciones parlamentarias anticipadas de 2022, se alió con cuatro partidos más pequeños, Svoboda, Partido de los Verdes, Alternativa para el Renacimiento Búlgaro, Unión Popular Agraria y Unión de Demócratas Libres.

## Historia electoral

### Asamblea Nacional
| Elección | Votos   | %          | Asientos | +/–   | Gobierno             |
| -------- | ------- | ---------- | -------- | ----- | -------------------- |
| 2022     | 115,867 | 4,62% (#7) | 12/240   | Nuevo | Repetición electoral |
| 2023     | 77,804  | 3,08% (#7) | 0/240    | 12    | Extraparlamentario   |